# Louis Alexandre Brière de l’Isle

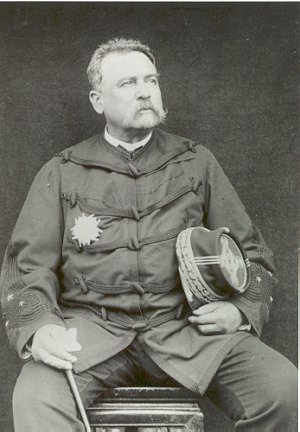
Louis Brière de l’Isle

Louis Alexandre Esprit Gaston Brière de l’Isle (* 4. Juni 1827 in St. Michel du Francois, Martinique; † 19. Juni 1896 in Saint-Leu-Taverny, Département Seine-et-Oise) war ein französischer Général de division.
Brière besuchte die Militärschule von Saint-Cyr und trat 1847 in die Marineinfanterie ein. Als Hauptmann nahm er am Chinesisch-Französischen Krieg (1859–1860) teil. Als Bataillonschef kämpfte er in Cochinchina (1861–1862).
Im Deutsch-Französischen Krieg 1870/71 zeichnete er sich als Oberst bei der Verteidigung von Bazeilles aus und wurde bei Sedan verwundet und gefangen genommen. Nach seiner Rückkehr wurde er im Marineministerium Chef des Büros für die Marineinfanterie. 1876 wurde er zum Gouverneur des Senegal ernannt, wo er sich bis zum Dezember 1881 aufhielt und zwischenzeitlich zum Brigadegeneral befördert wurde.
1882 und 1883 war er Generalinspekteur der Marinetruppen. Im Dezember 1883 wurde er als Kommandeur der 1. Brigade des Expeditionskorps unter General Millot nach Tongking gesandt. An dessen Stelle übernahm Brière de l'Aisle den Oberbefehl im September 1884. Im Januar 1885 wurde er Divisionsgeneral und eroberte im Februar Lang-son. Hierauf wandte er sich jedoch mit dem größten Teil seines Heeres nach Thupen-Quan, um dort Entsatz zu leisten und ließ General Negrier mit unzureichenden Kräften in Lang-son zurück. Hier wurde dieser am 24. März 1885 von den Chinesen geschlagen, worauf Brière der Oberbefehl entzogen wurde.
Im Januar 1887 wurde er wieder zum Generalinspekteur der Marinetruppen ernannt. Louis Brière de l’Isle starb am 19. Juni 1896 in St. Leu-Taverny im Departement Seine-et-Oise.
| Personendaten    | Personendaten                                   |
| ---------------- | ----------------------------------------------- |
| NAME             | Brière de l’Isle, Louis Alexandre               |
| ALTERNATIVNAMEN  | Brière de l’Isle, Louis-Alexandre-Esprit-Gaston |
| KURZBESCHREIBUNG | französischer General                           |
| GEBURTSDATUM     | 4. Juni 1827                                    |
| GEBURTSORT       | St. Michel du Francois (Martinique)             |
| STERBEDATUM      | 19. Juni 1896                                   |
| STERBEORT        | Saint-Leu-Taverny, Département Seine-et-Oise    |